# Armeense kloosterensembles in Iran
De Armeense kloosterensembles in Iran bestaat uit een aantal gebouwencomplexen, samen 129 hectare groot, die gezamenlijk opgenomen zijn op de Werelderfgoedlijst van UNESCO. Het zijn:
- De Qara Kelisa (zwarte kerk) (klooster van Sint-Taddeüs)
  - Het dorp
  - Kapel nr. 5 (Sandokht)
- De Sint-Stefanuskerk
  - De Chupankapel
- De kapel van Dzordzor
  - Het Barandorp

Chogha Zanbil · Persepolis · Plein van de Emam · Takht-e Soleyman · Pasargadae · Bam en zijn cultuurlandschap · Soltaniyeh · Behistuninscriptie · Armeense kloosterensembles in Iran · Historisch hydraulisch systeem van Shushtar · Khānegāh en heiligdom van sjeik Safi al-Din · Bazaar van Tabriz · Perzische tuin · Vrijdagmoskee van Isfahan · Gonbad-e Qabus · Golestanpaleis · Shahr-i Sokhta · Susa · Cultuurlandschap van Meymand · Het Perzisch qanat · Dasht-e Lut · Historische stad Yazd · Archeologisch landschap van de Sassaniden in de Farsstreek · Hyrcaanse bossen · Trans-Iraanse Spoorlijn · Cultuurlandschap van Hawraman/Uramanat  · Hegmataneh